# Aalborg Boldspilklub
Aalborg Boldspilklub af 1885, vanligen benämnd AaB, är en sportklubb från Ålborg i Danmark, startad 13 maj 1885. Genom åren har klubben bland annat utövat cricket, handboll och ishockey, men har numera herrlag i fotboll, innebandy och amerikansk fotboll.
Klubben startades den 13 maj 1885 av engelsmän som var med och byggde ut Jyllands järnvägnät, och de första åren handlade det främst om cricket. Klubben hette först Aalborg Cricketklub men namnet ändrades till Aalborg Boldklub 1899. Fotboll, på amatörnivå, togs upp på programmet 1902 och kom senare att bli huvudsport, och namnet ändrades 1906 till Aalborg Boldspilklub af 1885.

### Fotnoter
1. ↑  AaB Arkiverad 10 maj 2006 hämtat från the Wayback Machine. at Onside.dk